# Tiro nos Jogos Olímpicos de Verão de 2020 - Fossa olímpica misto por equipes
A competição da fossa olímpica misto por equipes do tiro nos Jogos Olímpicos de Verão de 2020 foi disputada em 31 de julho de 2021 no Campo de Tiro de Asaka, em Tóquio. Foi a estreia da prova como evento olímpico e contou com um total de 32 atiradores de 12 Comitês Olímpicos Nacionais (CON).

## Calendário
Horário local (UTC+9)
| Data                | Horário | Fase                    |
| ------------------- | ------- | ----------------------- |
| 31 de julho de 2021 | 9:00    | Qualificação – precisão |
| 31 de julho de 2021 | 13:30   | Disputa pelo bronze     |
| 31 de julho de 2021 | 14:05   | Final                   |

## Medalhistas
| Ouro   | ESP Fátima Gálvez e Alberto Fernández     |
| Prata  | SMR Alessandra Perilli e Gian Marco Berti |
| Bronze | USA Madelynn Bernau e Brian Burrows       |

## Recordes
Antes desta competição, os seguintes recordes eram estabelecidos:
| Recordes da qualificação | Recordes da qualificação                                                                     | Recordes da qualificação | Recordes da qualificação | Recordes da qualificação |
| ------------------------ | -------------------------------------------------------------------------------------------- | ------------------------ | ------------------------ | ------------------------ |
| Recorde mundial          | Penny Smith / Mitch Iles Kayle Browning / Brian Burrows Safiye Sarıtürk / Nedim Tolga Tunçer | 149                      | Acapulco                 | 20 de março de 2019      |
| Recorde olímpico         | Não estabelecido                                                                             | –                        | –                        | –                        |

Após a competição, os seguintes recordes foram estabelecidos:
| Recorde          | Tipo         | Atiradores                                | Marca | Local  | Data                |
| Recorde olímpico | Qualificação | ESP Fátima Gálvez / Alberto Fernández     | 148   | Tóquio | 31 de julho de 2021 |
| Recorde olímpico | Qualificação | SMR Alessandra Perilli / Gian Marco Berti | 148   | Tóquio | 31 de julho de 2021 |

## Resultados
| Pos. | Atiradores               | CON                | 1  | 2  | 3  | Total | Total equipe | S-off | Notas |
| ---- | ------------------------ | ------------------ | -- | -- | -- | ----- | ------------ | ----- | ----- |
| 1    | Fátima Gálvez            | ESP Espanha        | 24 | 25 | 24 | 73    | 148          | +1    | QO,   |
| 1    | Alberto Fernández        | ESP Espanha        | 25 | 25 | 25 | 75    | 148          | +1    | QO,   |
| 2    | Alessandra Perilli       | SMR San Marino     | 25 | 24 | 25 | 74    | 148          | +0    | QO,   |
| 2    | Gian Marco Berti         | SMR San Marino     | 25 | 24 | 25 | 74    | 148          | +0    | QO,   |
| 3    | Zuzana Rehák-Štefečeková | SVK Eslováquia     | 24 | 25 | 25 | 74    | 146          | +11   | QB    |
| 3    | Erik Varga               | SVK Eslováquia     | 23 | 25 | 24 | 72    | 146          | +11   | QB    |
| 4    | Madelynn Bernau          | USA Estados Unidos | 25 | 25 | 25 | 75    | 146          | +10   | QB    |
| 4    | Brian Burrows            | USA Estados Unidos | 22 | 25 | 24 | 71    | 146          | +10   | QB    |
| 5    | Yukie Nakayama           | JPN Japão          | 25 | 24 | 25 | 74    | 145          |       |       |
| 5    | Shigetaka Oyama          | JPN Japão          | 23 | 23 | 25 | 71    | 145          |       |       |
| 6    | Penny Smith              | AUS Austrália      | 24 | 23 | 24 | 71    | 145          |       |       |
| 6    | Thomas Grice             | AUS Austrália      | 25 | 25 | 24 | 74    | 145          |       |       |
| 7    | Laetisha Scanlan         | AUS Austrália      | 25 | 23 | 24 | 72    | 145          |       |       |
| 7    | James Willett            | AUS Austrália      | 25 | 25 | 23 | 73    | 145          |       |       |
| 8    | Jana Špotáková           | SVK Eslováquia     | 23 | 25 | 22 | 70    | 144          |       |       |
| 8    | Marián Kovačócy          | SVK Eslováquia     | 25 | 24 | 25 | 74    | 144          |       |       |
| 9    | Wang Xiaojing            | CHN China          | 24 | 25 | 23 | 72    | 144          |       |       |
| 9    | Yu Haicheng              | CHN China          | 25 | 23 | 24 | 72    | 144          |       |       |
| 10   | Kirsty Hegarty           | GBR Grã-Bretanha   | 22 | 23 | 25 | 70    | 143          |       |       |
| 10   | Matthew Coward-Holley    | GBR Grã-Bretanha   | 24 | 25 | 24 | 73    | 143          |       |       |
| 11   | Daria Semianova          | ROC                | 25 | 22 | 22 | 69    | 142          |       |       |
| 11   | Aleksey Alipov           | ROC                | 24 | 25 | 24 | 73    | 142          |       |       |
| 12   | Jessica Rossi            | ITA Itália         | 24 | 20 | 23 | 67    | 141          |       |       |
| 12   | Mauro De Filippis        | ITA Itália         | 24 | 25 | 25 | 74    | 141          |       |       |
| 13   | Kayle Browning           | USA Estados Unidos | 20 | 25 | 24 | 69    | 140          |       |       |
| 13   | Derrick Mein             | USA Estados Unidos | 25 | 21 | 25 | 71    | 140          |       |       |
| 14   | Ekaterina Subbotina      | ROC                | 23 | 23 | 22 | 68    | 139          |       |       |
| 14   | Maxim Kabatskiy          | ROC                | 23 | 25 | 23 | 71    | 139          |       |       |
| 15   | Alejandra Ramírez        | MEX México         | 23 | 21 | 24 | 68    | 138          |       |       |
| 15   | Jorge Orozco             | MEX México         | 23 | 25 | 22 | 70    | 138          |       |       |
| 16   | Maggy Ashmawy            | EGY Egito          | 23 | 23 | 23 | 69    | 138          |       |       |
| 16   | Abdel-Aziz Mehelba       | EGY Egito          | 23 | 24 | 22 | 69    | 138          |       |       |

### Finais
| Pos.                | Atiradores                          | CON                | Total | S-off |
| ------------------- | ----------------------------------- | ------------------ | ----- | ----- |
| Disputa pelo ouro   |                                     |                    |       |       |
| Medalha de ouro     | Fátima Gálvez Alberto Fernández     | ESP Espanha        | 41    |       |
| Medalha de prata    | Alessandra Perilli Gian Marco Berti | SMR San Marino     | 40    |       |
| Disputa pelo bronze |                                     |                    |       |       |
| Medalha de bronze   | Madelynn Bernau Brian Burrows       | USA Estados Unidos | 42    | +3    |
| 4                   | Zuzana Rehák-Štefečeková Erik Varga | SVK Eslováquia     | 42    | +2    |